# Beregsău Mic

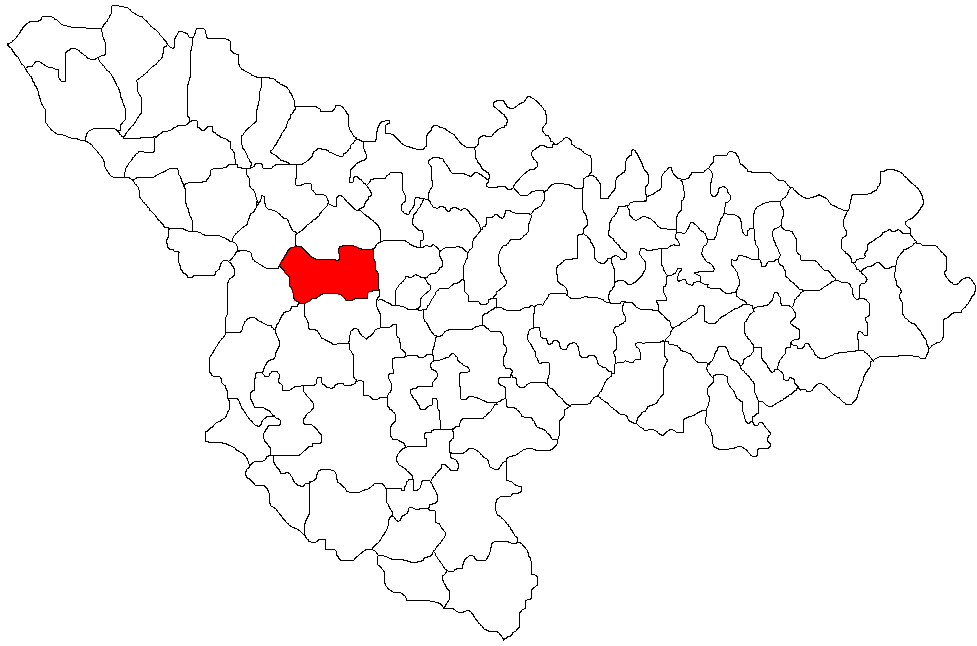
Lage der Gemeinde Săcălaz im Kreis Timiș

Beregsău Mic (bis 1924 Beregsău Nemțesc; deutsch Klein Bergsau, ungarisch Berekszónémeti, serbisch Nemet) ist ein Dorf im Kreis Timiș, Banat, Rumänien. Das Dorf Beregsău Mic gehört zur Gemeinde Săcălaz.

## Geografische Lage
Beregsău Mic liegt im Westen des Kreises Timiș, am rechten Begaufer, in 23 Kilometer Entfernung von Timișoara und 12 Kilometer von Săcălaz, an der Kreisstraße (drum județean) DJ214.

## Nachbarorte
| Cărpiniș | Biled                                       | Becicherecu Mic  |
| Checea   | Kompassrose, die auf Nachbargemeinden zeigt | Beregsău Mare    |
| Bobda    | Diniaș                                      | Sânmihaiu German |

## Geschichte
1317 wurde erstmals eine Ortschaft auf dem Gebiet des heutigen Beregsău Mic mit der Ortsbezeichnung Nemti erwähnt. In mittelalterlichen Urkunden erscheint die Bezeichnung Némethy. 1520 schenkte König Ludwig II. das Gut dem Adligen Valentin Bolyka. Im 17. Jahrhundert ließen sich hier Serben nieder. Die ungarische Ortsbezeichnung war „Beregso-Nemeti“.
Auf der Mercy-Karte von 1723–1725 ist der Ort Nemet eingetragen. Nach dem Frieden von Passarowitz (1718), als das Banat eine Habsburger Krondomäne wurde, war Nemet Teil des Temescher Banats. 1880 war Nemet im Besitz der Baronen Iuliu Csavosy und Sima Mucialov.
Am 4. Juni 1920 wurde das Banat infolge des Vertrags von Trianon dreigeteilt. Der größte, östliche Teil, zu dem auch Nemet gehörte, fiel an das Königreich Rumänien. Ab da war Beregsău Nemțesc die amtliche Ortsbezeichnung. Nach dem Zweiten Weltkrieg wurde dann Beregsău Mic die amtliche Bezeichnung. Das ehemals serbische Dorf ist heute mehrheitlich von Rumänen bewohnt.

## Demografie
| 1880 | 1117 | 27  | 21 | 146 | 923 |
| 1910 | 1209 | 114 | 77 | 80  | 938 |
| 1930 | 1023 | 68  | 55 | 42  | 858 |
| 1977 | 945  | 460 | 24 | 12  | 449 |
| 2002 | 811  | 660 | 10 | -   | 141 |